# Plantilla 2008-2009 de la secció d'handbol del Futbol Club Barcelona
La temporada 2008-2009, la plantilla del primer equip d'handbol del Futbol Club Barcelona era formada pels següents jugadors:
| - 1 Kasper Hvdit - 3 Jesper Nøddesbo - 6 Juanín García - 8 Victor Tomás - 9 Rubén Garabaya - 10 Demetrio Lozano - 12 Venio Losert - 15 Cristian Ugalde - 16 David Barrufet |  | - 17 Oualid Ben-Amor - 18 Iker Romero - 19 Laszlo Nágy - 20 Magnus Jernemyr - 23 Joachim Boldsen - 24 Mikkel Hansen - 26 Albert Rocas - 29 Marco Oneto |

També va formar part de la plantilla (i va jugar en dos partits)  Barna Putics.
- Entrenador: Manolo Cadenas i  Xavi Pascual, que el va rellevar el 8 de febrer del 2009.[1]

- Títols assolits:
  - Copa del Rei
  - Supercopa d'Espanya